# 第二吉野川橋梁
第二吉野川橋梁（だいによしのがわきょうりょう）は、吉野川に架かるJR土讃線の鉄道橋。東岸は徳島県三好市山城町西宇。西岸は同県同市西祖谷山村新道。

## 地理
1935年（昭和10年）に開通。JR土讃線開通のため吉野川に3番目に架かった鉄道橋で、下路式曲弦ワーレントラスと鋼鈑桁を組み合わせた形式は、先に架かった吉野川橋梁と第一吉野川橋梁と同じである。架設機材の多くを第一吉野川橋梁の建設時のものを使用して架けられた。
橋は土讃線の小歩危駅と大歩危駅の間にあり、現場から3.5km離れた白川発電所から電線を引き、クレーンなどの機械にも電気式が広く使われた。

## 橋の概要
- 橋長：249m
- 完成：1935年（昭和10年）

## 周辺
- サンリバー大歩危
- 徳島県道269号三縄停車場黒沢線
- 国道32号